# Louis-Denis Chalain
Louis Denis Chalain, né le 10 janvier 1845 au Plessis-Dorin (Loire-et-Cher) et mort le 14 octobre 1895 à Paris, est un ouvrier-fondeur et militant socialiste sous le Second Empire puis un membre de la Commune de Paris. Devenu indicateur de police, il continue à militer dans les organisations socialistes puis devient publiciste et proche des radicaux-socialistes.

## Biographie

### Sous le Second Empire et la Commune de Paris
Fils d'un fondeur de verrerie, il est ouvrier tourneur et adhère à l'Association internationale des travailleurs (AIT) en 1870. Il est condamné à deux mois de prison au troisième procès de l'Internationale (30 juin 1870). Il est libéré par la proclamation de la République le 4 septembre 1870. Il est élu au Conseil de la Commune par le XVIIe arrondissement. Il est membre de la Commission de Sûreté générale, et de celle du Travail et de l'Echange, et participe activement à la vie démocratique dans les nombreux clubs parisiens et la franc-maçonnerie.

### Après la répression
Après la Semaine sanglante, il est condamné à mort par contumace, trouve refuge à Londres puis en Autriche d'où il est expulsé en 1878 et enfin en Suisse où il milite dans des organisations socialistes tout en étant devenu indicateur pour le compte de la police.
Il rentre en France après l'amnistie des Communards et devient publiciste. Il publie dans La Cocarde, sous forme de feuilleton (début le 8 juin 1894), En mai 1871 : Mon "pater", souvenirs personnels de la Commune de paris. Des résultats électoraux indiquent sa candidature comme radical-socialiste dans le 4ème arrondissement en 1887. Pourtant, il semble s'être rapproché des anarchistes en raison de sa présence à des meetings en compagnie de Jacques Prolo (avec lequel il écrit un livre attaquant la dérive boulangiste de Henri Rochefort) et Charles Malato.

### Notices biographiques
- Jules Clère, Les hommes de la Commune : Biographie complète de tous ses membres, Paris, Libraire-éditeur É. Dentu, 1871, 195 p. (lire en ligne sur Gallica), p. 47-49
- Paul Delion, Les membres de la Commune et du Comité central, Paris, A. Lemerre éditeur, août 1871, 446 p. (lire en ligne sur Gallica), p. 47-48
- Bernard Noël, Dictionnaire de la Commune, Coaraze, L'Amourier éditions, coll. « Bio », avril 2021 (1re éd. 1971), 799 p. (ISBN 978-2-36418-060-4, ISSN 2259-6976, présentation en ligne), p. 142-143
- « Notice « Chalain Louis, Denis » », sur maitron.fr, Le Maitron, dictionnaire bibliographique du mouvement ouvrier et du mouvement social, Association Les Amis du Maitron (consulté le 6 août 2021)